# Nucet
Nucet (pronunciat en romanès: [nuˈt͡ʃet]; en hongarès: Diófás) és una ciutat del comtat de Bihor, a l'oest de Transsilvània (Romania).
El seu nom significa "nogueres" tant en romanès com en hongarès. Administra dos pobles, Băița (Rézbánya) i Băița-Plai.
Nucet té una població de 2.148 habitants (cens del 2011), format per romanesos (89,57%), hongaresos (3,44%), gitanos (3,77%) i alemanys (0,27%).